# Onychonycteris finneyi
Onychonycteris finneyi – wymarły, jeden z najbardziej prymitywnych z dotychczas poznanych, gatunków nietoperzy, którego skamieniałe, dobrze zachowane szczątki odkryła Bonnie Finney w 2003 r. w południowo-zachodniej części stanu Wyoming w USA. Gatunek został nazwany i opisany przez Nancy B. Simmons. Uważa się, że Onychonycteris finneyi stanowi brakujące pośrednie ogniwo ewolucyjne pomiędzy współczesnymi nietoperzami, a ich nielotnymi praprzodkami.
Odkryty przodek nietoperzy żył 52,5 mln lat temu, w okresie wczesnego eocenu. Datę określono na podstawie analizy wieku warstw skalnych, w których spoczywał. Odkrycie Onychonycteris finneyi pozwoliło ustalić, że nietoperze zaczęły latać zanim wykształciły się u nich narządy  i zdolność do echolokacji. Analiza szczątków wykazała, że w jego czaszce brak jest struktur wokół uszu umożliwiających echolokację. Wskazuje to, że w poszukiwaniu pożywienia Onychonycteris finneyi posługiwał się zmysłem wzroku i/lub powonienia. Rozwinięta klatka piersiowa dowodzi, że zwierzę latało, ale budowa jego skrzydeł wskazuje, że nie był on zbyt szybkim lotnikiem.
W odróżnieniu od dzisiejszych nietoperzy, które mają pazurki wyłącznie na kciuku i (u rodziny Rudawkowate) na drugim palcu, Onychonycteris finneyi posiadał pazurki na wszystkich pięciu palcach kończyny przedniej (stąd też pochodzi jego nazwa oznaczająca 'pazurzasty nietoperz').